# جین‌قشلاقی (نیر)
جین‌قشلاقی  روستایی است که در استان اردبیل، شهرستان نیر، بخش کوراییم، دهستان مهماندوست قرار دارد.

## جمعیت
بر اساس سرشماری سال ۱۳۸۵ جمعیت این روستا ۳۲۱ نفر با ۶۹ خانوار بوده‌است.